# سد أكازي
سد أكازي هو سد جاذبية يقع في محافظة إيشيكاوا في اليابان. يستخدم السد للتحكم في الفيضانات. تبلغ مساحة مستجمعات المياه في السد 40.6 كيلومترًا مربعًا. يحجز السد حوالي 54 هكتارًا من الأرض عندما يمتلئ ويمكنه تخزين 6000 ألف متر مكعب من المياه. بدأ بناء السد في عام 1968 واكتمل في عام 1978.